# Hermine Rheinberger

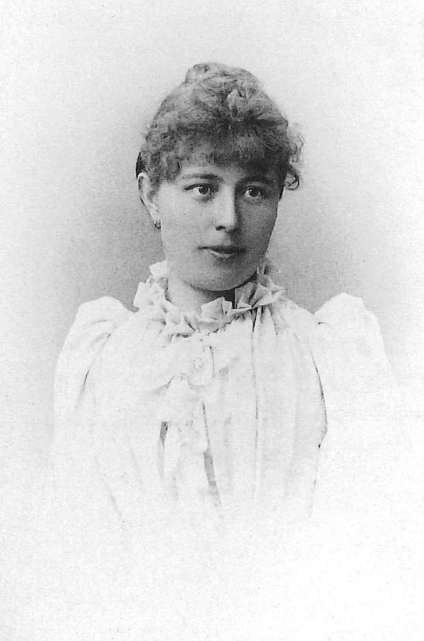
Hermine Rheinberger (ca. 1890)

Hermine Rheinberger (* 14. Juli 1864 in Vaduz; † 24. Januar 1932 in Mils bei Hall, Tirol) war ein liechtensteinische Schriftstellerin.

## Biografie
Hermine Rheinberger wurde 1864 als das Älteste von vier Kindern des Ingenieurs und Armeeoffiziers Peter Rheinberger (1831–1893) und dessen Frau Theresia, geb. Rheinberger (1834–1901), geboren. Sie wuchs mit den Schwestern Olga (1865–1916) und Emma (1868–1943) sowie dem Bruder Egon (1870–1936) auf, der Bildhauer und Architekt wurde.

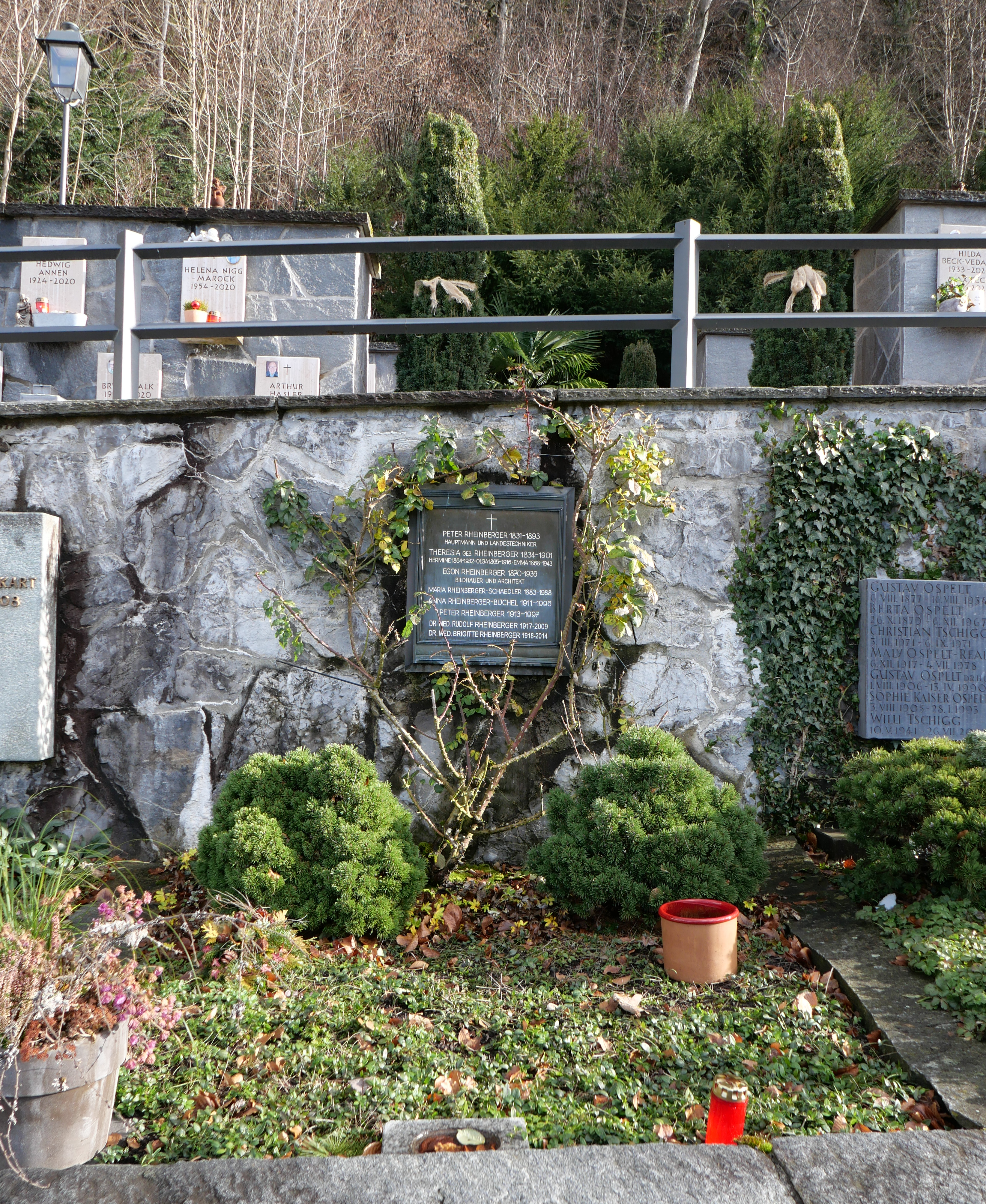
Das Familiengrab im Jahr 2024

Sie war Bürgerin der Gemeinde Vaduz und besuchte die dortige Volksschule. Von 1877 bis 1881 besuchte sie das, von den Schwestern der Christlichen Liebe betriebene, Institut Gutenberg in Balzers. Bereits in ihrer Jugend interessierte sie sich für Literatur und Geschichte und wurde hierbei von ihrem Bruder und ihrem Cousin Ferdinand Nigg unterstützt und bestärkt. Ende der 1870er Jahre begann Rheinberger Natur- und Heimatgedichte zu verfassen. Zwischen 1890 und 1891 schrieb sie den historischen Roman Gutenberg Schalun – Eine Geschichte aus dem 14. Jahrhundert. Dieser wurde 1897 publiziert, womit Rheinberger als erste liechtensteinische Schriftstellerin gilt.
Nachdem sich in der zweiten Hälfte der 1890er Jahre ihre geistige Gesundheit verschlechterte, wurde sie zuerst zu Hause gepflegt, dann im klostereigenen Krankenhaus des Klosters ihrer Tante Maxentia, die den Barmherzigen Schwestern Zams angehörte, sowie im Universitätsspital Innsbruck. Von Ende 1899 bis zu ihrem Tod verbrachte Rheinberger ihr restliches Leben in dem St.-Josephs-Institut in Mils bei Hall.
Rheinberger fand ihre letzte Ruhestätte auf dem Friedhof von Vaduz. In dem Grab sind auch ihre Eltern und Geschwister sowie Maria Rheinberger-Schaedler (1883–1988), Anna Rheinberger-Büchel (1911–1996), Peter Rheinberger (1913–1997), Rudolf Rheinberger (1917–2009) und Brigitte Rheinberger (1918–2014) bestattet.